# Samurai Shōkai
Samurai Shōkai (サムライ商会, auf Deutsch ‚Samurai Geschäft‘) war ein Geschäft für Kunsthandwerk und Hersteller von Silberwaren im Yokohama der Meiji-, Taishō- und Shōwa-Ära, das als König der Kunsthandwerks-Händler im fernen Osten bekannt war.

## Geschichte
Das Geschäft wurde 1895 gegründet und führte teilweise selbst hergestelltes japanisches Kunsthandwerk wie Gold-, Silber (in Sterling-Silber), Messing- und Bronzewaren, Schmuck, Porzellan, Seiden- und Brokatstoffe, japanische, koreanische und chinesische Möbel, Wandschirme, Lackarbeiten und Elfenbeinschnitzereien. Inhaber war Yōzō Nomura (野村洋三, 20. Januar 1870 – 24. März 1965). Im Jahr 1906 befand sich das Geschäft an der Adresse 20, Hon-cho-dori in Yokohama. Das Geschäft war um 1912–1917 das von amerikanischen Touristen am häufigsten aufgesuchte in Yokohama und wurde 1927 als zweitwichtigster Ort für japanische Kunst nach dem Nationalmuseum Tōkyō bezeichnet. Im Jahr 1938 befand sich das Geschäft an der Adresse Nr. 5, Hon-cho 1-chome in Yokohama und 1942 wurde es geschlossen.
Yokohama war in der Meiji-Ära derjenige der fünf internationalen Häfen Japans, der Tōkyō mit 20 Meilen Entfernung am nächsten lag. Zudem war Yokohama damals der größte Exporthafen Japans. Wie bei den lokalen Konkurrenten Yokichi Kōnoike und Arthur & Bond wurden bei Samurai Shōkai als Verarbeitungsmethoden der Silberwaren Gravieren, Treiben und Einlegearbeiten verwendet. Wie bei Arthur & Bond wurde Sterling-Silber oder Reinsilber und ein Silberstempel in lateinischer Schrift verwendet. Als Dekorationsmotive kamen sowohl traditionelle japanische florale Motive wie Chrysanthemen, Schwertlilien und Seerosen als auch für den Export traditionell chinesische Motive wie Drachen zum Einsatz. Werke von Samurai Shōkai befinden sich in den Khalili Collections.